# ZNF365
ZNF365‏ (Protein ZNF365) هوَ بروتين يُشَفر بواسطة جين ZNF365 في الإنسان.